# Lumir Abdixhiku
Lumir Abdixhiku (né le 22 avril 1983) est un membre de  l'Assemblée du Kosovo et le président de la Ligue démocratique du Kosovo. Il a été l'ancien ministre du Kosovo des Infrastructures et de l'Environnement sous le gouvernement Kurti I. Auparavant, Abdixhiku a été président du Comité du budget et des finances de l'Assemblée du Kosovo entre 2017 et 2019. Aux élections de 2019, Abdixhiku était le 9e homme politique le plus voté au Kosovo et a entamé son second mandat en tant que député.

## Biographie
Lumir Abdixhiku est né à Pristina, au Kosovo. Abdixhiku possède un doctorat en Économie, obtenu à l'Université du Staffordshire. Avant l'engagement politique, Abdixhiku était militant de la société civile. Il a dirigé la plus ancienne et la plus grande institution de réflexion au Kosovo, le Riinvest Institute, où lui et d'autres éminents chercheurs nationaux ont plaidé dans le domaine de la privatisation, du développement économique et de la démocratisation du pays,,.